# Маркитесов, Дмитрий Валерьевич
Дми́трий Вале́рьевич Марките́сов (род. 22 марта 2001, Москва) — российский футболист, полузащитник «Родины».

## Биография

### Клубная карьера
Начал заниматься футболом с шести лет в академии московского «Спартака» и прошёл всю структуру клуба. Первый тренер — Илья Салехов. С января 2018 года начал привлекаться к тренировкам с молодёжным составом. 10 марта 2018 года дебютировал в домашнем матче 22-го тура молодёжного первенства 2017/18 против «СКА-Хабаровска» (1:0), выйдя на замену на 36-й минуте матча вместо Солтмурада Бакаева. 22 апреля 2018 года в домашнем матче 27-го тура молодёжного первенства против «Ахмата» (4:0), выйдя в стартовом составе, забил свой первый мяч за команду на 81-й минуте. Всего за молодёжный состав провёл 37 матчей и забил 11 мячей.
С января 2019 года начал привлекаться к тренировкам в фарм-клубе «Спартак-2». 11 марта 2019 года дебютировал в домашнем матче 26-го тура первенства ФНЛ против «Зенита-2» (1:1), выйдя на замену на 78-й минуте матча вместо Максима Глушенкова. В сезоне 2018/19 провёл 6 матчей. Первый мяч за «Спартак-2» забил 3 августа 2019 года в гостевом матче 6-го тура первенства ФНЛ против владивостокского «Луча» (4:2) на 52-й минуте. В сезоне 2019/20 провёл за команду 23 матча и забил 2 мяча.
14 февраля 2020 года продлил контракт со «Спартаком» до лета 2023 года. 27 июня 2020 года дебютировал за основной состав в домашнем матче 24-го тура чемпионата России против «Уфы» (0:0), выйдя на замену на 90-й минуте вместо Романа Зобнина и став вместе с Ильёй Голосовым первыми сыгравшими за «Спартак» футболистами, родившимися в 21-м веке.
15 июля 2022 года подписал трёхлетний контракт с «Родиной». Дебютировал за клуб 17 июля 2022 года в матче 1-го тура первой лиги против «Рубина» (0:2), выйдя на 69-й минуте вместо Сергея Дмитриева.

### Карьера в сборной
В августе 2016 году впервые был вызван Андреем Митиным в сборную России до 16 лет, за которую провёл 10 матчей и забил 2 мяча. В августе 2017 года Леонидом Аблизиным был вызван в сборную России до 17 лет, за которую провёл 12 матчей и забил 5 мячей. В июне 2019 года вызывался в сборную России до 18 лет под руководством Александра Кержакова и провёл в её составе 3 матча.

## Статистика

### Клубная
| Выступление      | Выступление      | Выступление      | Лига | Лига | Кубки | Кубки | Итого | Итого |
| Клуб             | Лига             | Сезон            | Игры | Голы | Игры  | Голы  | Игры  | Голы  |
| ---------------- | ---------------- | ---------------- | ---- | ---- | ----- | ----- | ----- | ----- |
| Спартак (Москва) | Премьер-лига     | 2019/20          | 2    | 0    | 0     | 0     | 2     | 0     |
| Спартак (Москва) | Премьер-лига     | 2020/21          | 6    | 0    | 2     | 0     | 8     | 0     |
| Спартак (Москва) | Премьер-лига     | 2021/22          | 1    | 0    | —     | —     | 1     | 0     |
| Спартак (Москва) | Итого            | Итого            | 9    | 0    | 2     | 0     | 11    | 0     |
| → Спартак-2      | ФНЛ              | 2018/19          | 6    | 0    | —     | —     | 6     | 0     |
| → Спартак-2      | ФНЛ              | 2019/20          | 23   | 2    | —     | —     | 23    | 2     |
| → Спартак-2      | ФНЛ              | 2020/21          | 16   | 2    | —     | —     | 16    | 2     |
| → Спартак-2      | ФНЛ              | 2021/22          | 30   | 5    | —     | —     | 30    | 5     |
| → Спартак-2      | Итого            | Итого            | 75   | 9    | —     | —     | 75    | 9     |
| Родина           | Первая лига      | 2022/23          | 2    | 0    | —     | —     | 2     | 0     |
| Родина           | Итого            | Итого            | 2    | 0    | —     | —     | 2     | 0     |
| → Родина-2       | Вторая лига      | 2023/24          | 8    | 0    | —     | —     | 8     | 0     |
| → Родина-2       | Итого            | Итого            | 8    | 0    | —     | —     | 8     | 0     |
| Всего за карьеру | Всего за карьеру | Всего за карьеру | 94   | 9    | 2     | 0     | 96    | 9     |